# Селило (водопад)
Селило (англ. Celilo Falls, дословно с индейских языков — «отзвуки падающей воды») — бывший водопад на реке Колумбия на границе американских штатов Орегон и Вашингтон, некогда самый мощный по водосбросу в Северной Америке. В 1957 году он был затоплен в результате постройки дамбы Те-Далс ниже по течению.

## История
Водопад Селило был постоянным местом рыбалки местных индейских племён. Название «Селило» относится к серии каскадов и водопадов на реке общей высотой до 6 метров и шириной до 1768 метров, а также местного индейского поселения. Последнее непрерывно существовало в этом месте в течение последних 15 000 лет и было одним из самых старых непрерывно населённых поселений на всём североамериканском континенте.
По мере того, как в 1930-х и 1940-х годах на Северо-Запад США прибывало все больше поселенцев, региональные политики начали выступать за строительство на реке Колумбия системы гидроэлектростанций. Их аргументами было то, что плотины улучшат речную инфраструктуру для перемещения барж из внутренних районов страны к океану, а также то, что дамбы обеспечат надёжные источники орошения для сельскохозяйственного производства и доступную электроэнергию для оборонной промышленности на время Второй мировой войны. Также дамбы, по словам политиков, позволили бы сдержать наводнения в городах ниже по течению реки.
Производство алюминия, судостроение и производство ядерного топлива в Хэнфордском комплексе также способствовали быстрому росту спроса в регионе на электроэнергию. Так, к 1943 году 96 % электричества в реке Колумбия использовалось для военных нужд. Объём водостока на водопаде Селило сделал его привлекательным местом для постройки новой дамбы.
Индейцы продолжали ловить рыбу на водопаде в соответствии с положениями, принятыми на совете 1855 года, подписанными с нацией якама, племенами Уорм-Спрингс, валла-валла, юматилла и кайюсов. Положения гарантировали древнее «право племён ловить рыбу на всех обычных и привычных стоянках». В 1947 году федеральное правительство созвало слушания в Конгрессе и пришло к выводу, что предлагаемая к постройке дамба Те-Далс не будет нарушать права племён на рыбную ловлю в соответствии с положениями совета племён. Впоследствии правительство достигло денежного урегулирования с потерпевшими племенами, заплатив им 26,8 млн долларов США за потерю водопада Селило и других рыболовных стоянок на Колумбии.
В 1957 году, после окончания строительства 61-метровой дамбы Те-Далс, рыболовная стоянка индейцев была затоплена, как и сам водопад.

## География
Водопад находился в нижнем течении реки Колумбия примерно в 300 км от её устья, к востоку от Каскадных гор, на границе американских штатов Орегон и Вашингтон. Он имел несколько названий: Селило, Великий, Колумбия и Чутес (англ. Celilo Falls, Great Falls, Columbia Falls, The Chutes). Селило состоял из трёх частей: собственно водопада Хорсшу (англ. Horseshoe Falls; дословно — «подкова») или Тамуотер (англ. Tumwater Falls), глубокого водоворота Калдесак (англ. Cul-de-Sac; дословно — «тупик») и основного канала. При незначительной высоте, всего около 6 метров, по объёму водосброса он занимал первое место в Северной Америке со среднегодовым расходом воды 5380 м³/с (при этом в половодье показатель мог доходить до 11 300 м³/с, а максимальная зафиксированная величина составила 35 100 м³/с).